# Einsteinova rentgenová observatoř

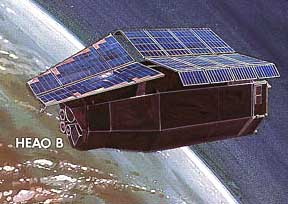
kresba HEAO B

Einsteinova rentgenová observatoř (HEAO-2) byl první plně zobrazovací rentgenový teleskop vypuštěný do kosmického prostoru a druhý ze tří vysokoenergetických astrofyzikálních observatoří NASA. Před startem nesla observatoř jméno HEAO B, po úspěšném dosažení oběžné dráhy byl název změněn na počest Alberta Einsteina.

## Start a ukončení mise
Einsteinova observatoř, HEAO-2, byla vynesena do kosmu dne 13. listopadu 1978 z Mysu Canaveral na Floridě na nosné raketě Atlas-Centaur SLV-3D na téměř kruhovou oběžnou dráhu s počáteční výškou mírně nad 500 km. Sklon oběžné dráhy byl 23,5 stupně.
Observatoř ukončila svoji činnost v roce 1982 a po vstoupu do zemské atmosféry shořela 25. března 1982.

## Přístrojové vybavení
Einsteinova observatoř nesla jeden velký rentgenový dalekohled, který poskytoval vynikající úroveň citlivosti (stokrát lepší než bylo dosaženo dříve) a vteřinové úhlové rozlišení bodových zdrojů a plošných objektů. Observatoř měla přístroje citlivé v rozmezí 0,2 – 3,5 keV. V ohniskové rovině dalekohledu byly instalovány čtyři přístroje: 
- HRI, neboli zobrazovací kamera s vysokým rozlišením, 0,15-3 keV
- IPC, neboli zobrazovací proporcionální čítač, 0,4 až 4 keV
- SSS, neboli polovodičový spektrometr, 0,5 až 4,5 keV
- FPCS, neboli Braggův ohniskový krystalový spektrometr

Byl přítomen také koaxiální nástroj MPC, sledovací proporcionální čítač, pracující v rozsahu 1-20 keV, a dva filtry, které mohly být použity se zobrazovacími detektory:
- BBFS, širokopásmový filtrační spektrometr (hliníkové a beryliové filtry, které lze umístit do rentgenového paprsku pro změnu spektrální citlivosti)
- OGS, mřížkový spektrometr (mřížky se spektrálním rozlišením 50)